# John Magaro
John Robert Magaro (Akron, 16 de fevereiro de 1983) é um ator norte-americano. Ele é mais conhecido por seus papéis em Crisis in Six Scenes e The Umbrella Academy. Também estrelou Not Fade Away, Overlord e First Cow.
Foi coadjuvante em The Life Before Her Eyes, The Brave One, Assassination of a High School President, The Box, A Sétima Alma, Down the Shore, Liberal Arts, Invencível, Carol, The Big Short, Horas Decisivas, War Machine e Marshall.
Fez participações recorrentes em Orange Is the New Black, The Good Wife e Jack Ryan.